# Musa Araz
Musa Araz (* 17. Januar 1994 in Freiburg im Üechtland) ist ein Schweizer Fussballspieler türkischer Abstammung. Der Mittelfeldspieler steht bei Neuchâtel Xamax unter Vertrag.

## Karriere

### Verein
Araz begann seine Profikarriere 2014 beim FC Basel. Hier befand er sich zwar zwei Spielzeiten unter Vertrag, wurde aber während dieser Zeit an FC Le Mont-sur-Lausanne und FC Winterthur ausgeliehen. Anschliessend wechselte er zum FC Lausanne-Sport und verbrachte hier eine Saison.
In der Sommerperiode 2017/18 wurde er vom Erstligisten Konyaspor verpflichtet. Bei diesem Verein, dem Türkischen Pokalsieger, wurde er in dem Türkischen Supercup gegen Beşiktaş Istanbul eingesetzt und gewann durch einen 2:1-Sieg mit seinem Team diesen Pokal. Für die Rückrunde der Saison 2018/19 wurde er an den Zweitligisten Afjet Afyonspor und für die Hinrunde der Saison 2019/20 an Bursaspor ausgeliehen. Zur Rückrunde schloss er sich dem Schweizer Erstligisten Neuchâtel Xamax an. Am Saisonende stieg Xamax in die zweitklassige Challenge League ab; Araz wechselte daraufhin im Oktober 2020 zurück in die Super League zum FC Sion. In seiner ersten Saison war er überwiegend Stammspieler. Auch in der Saison 2022/23 spielte er oft von Anfang an. Nach dem Abstieg der Walliser im Sommer 2023 wechselte er wie auch Luca Zuffi wieder zum FC Winterthur, der inzwischen in der höchsten Schweizer Liga spielte. Am 28. Oktober 2023 verletzte er sich in einem Spiel gegen Yverdon Sport FC schwer am Knie und fiel für den Rest der Saison aus. In der Hinrunde der Saison 2024/25 kam er in 10 von 18 Spielen zum Einsatz, davon viermal in der Startelf. In der Rückrunde stand er nicht mehr im Kader. Am 17. Februar 2025 wurde der laufende Vertrag in gegenseitigem Einvernehmen aufgelöst und Araz wechselte zu Neuchâtel Xamax in die Challenge League.

### Nationalmannschaft
Araz begann seine Nationalmannschaftskarriere 2010 mit einem Einsatz für die Schweizer U-17-Nationalmannschaft. 2014 folgten fünf Einsätze für die Schweizer U-19-Nationalmannschaft.
Im November 2015 debütierte Araz für die Schweizer U-21-Nationalmannschaft.

## Erfolge
Konyaspor
- Türkischer Supercup-Sieger: 2017